# Waga ai no uta: Taki Rentarō monogatari
Pour plus de détails, voir Fiche technique et Distribution.
Waga ai no uta: Taki Rentarō monogatari (わが愛の譜 滝廉太郎物語) est un film japonais réalisé par Shin'ichirō Sawai, sorti en 1993.

## Synopsis
La vie du compositeur Rentarō Taki.

## Fiche technique
- Titre : Waga ai no uta: Taki Rentarō monogatari
- Titre original : わが愛の譜 滝廉太郎物語
- Réalisation : Shin'ichirō Sawai
- Scénario : Akira Miyazaki, Ryōji Itō et Shin'ichirō Sawai
- Musique : Masaru Satō
- Photographie : Daisaku Kimura (ja)
- Montage : Isamu Ichida (ja)
- Décors : Norimichi Igawa
- Lumières : Yoshiaki Masuda
- Production : Tan Takaiwa (ja) et Seiji Urushido (ja)
- Société de production : Nippon Television Network et Toei Company
- Pays de production :  Japon
- Langue originale : japonais
- Genre : biopic et drame
- Durée : 125 minutes[1]
- Dates de sortie : 
  - Japon : 21 août 1993[1]

## Distribution
- Tōru Kazama (ja) : Rentarō Taki
- Isako Washio (ja) : Yuki Nakano
- Ryō Amamiya (ja) : Suzuki
- Gō Katō : Yoshihiro Taki
- Taisaku Akino (en) : Sakunosuke Koyama (en)
- Yūko Asano (en) : Misako
- Bengal (ja) : Akatarō Shimazaki (ja)
- Fumi Dan : Nobu Koda
- Takaaki Enoki : Tōson Shimazaki
- Shiho Fujimura : Tatsu Taki
- Miki Fujitani : Fumi
- Kyōhei Shibata (en) : Kōda Rohan

## Distinctions
Sauf indication contraire, les informations mentionnées dans cette section peuvent être confirmées par la base de données cinématographiques IMDb,  présente dans la section « Liens externes ».

### Récompenses
- Nikkan Sports Film Awards 1993 : prix Yūjirō Ishihara[2]
- Prix du film Mainichi 1994 : prix de la meilleure musique originale pour Masaru Satō et du meilleur son pour Yoshio Horiike et Manabu Kakuhata[3]
- Festival du film de Yokohama 1994 : prix de la meilleure actrice pour Isako Washio (ja)

### Nominations
- Japan Academy Prize 1994 : prix du meilleur film, du meilleur réalisateur pour Shin'ichirō Sawai, du meilleur scénario pour Akira Miyazaki, Ryōji Itō et Shin'ichirō Sawai, du meilleur acteur pour Tōru Kazama (ja), de la meilleure actrice pour Isako Washio (ja), de la meilleure actrice dans un second rôle pour Fumi Dan, de la meilleure musique originale pour Masaru Satō, de la meilleure photographie pour Daisaku Kimura (ja), des meilleures lumières pour Yoshiaki Masuda, des meilleurs décors pour Norimichi Igawa, du meilleur son pour Yoshio Horiike et Manabu Kakuhata[4]